# Таволара
Таволара (італ. і сард. Tavolara) — невеликий острів поблизу північно-східного берега Сардинії в Тірренському морі.

## Географія
Острів являє собою вапнякову скелю довжиною 5 і шириною 1 км, що круто піднімається з води, за винятком країв. Найвища точка — гора Монте Каннон висотою 565 м. Острів доступний на обох своїх кінцях, де розташовані бухти Спалматоре ді фуорі (північний схід) і Спалматоре ді Терра (південний захід). Поруч розташовані острова Молар і Моларотто.
Острів та навколишні його води є частиною морського заповідника Таволара і Пунта Коду Кавалло, створеного в 1997 році, що накладає додаткові обмеження на відвідування острова.

## Історія
В античні часи острів був відомий як Гермея (Hermea), згідно з традицією, тут помер римський папа Понтіан, після вигнання в 235 році. Також острів ототожнюють з островом Толар, колишньою базою арабів для нападу на узбережжі в 848–849 роках.
Після створення королівства Сардинії острів не ввійшов до його складу (задокументовано в 1767 році), залишаючись у власності родини Бертолеоні.

## Населення

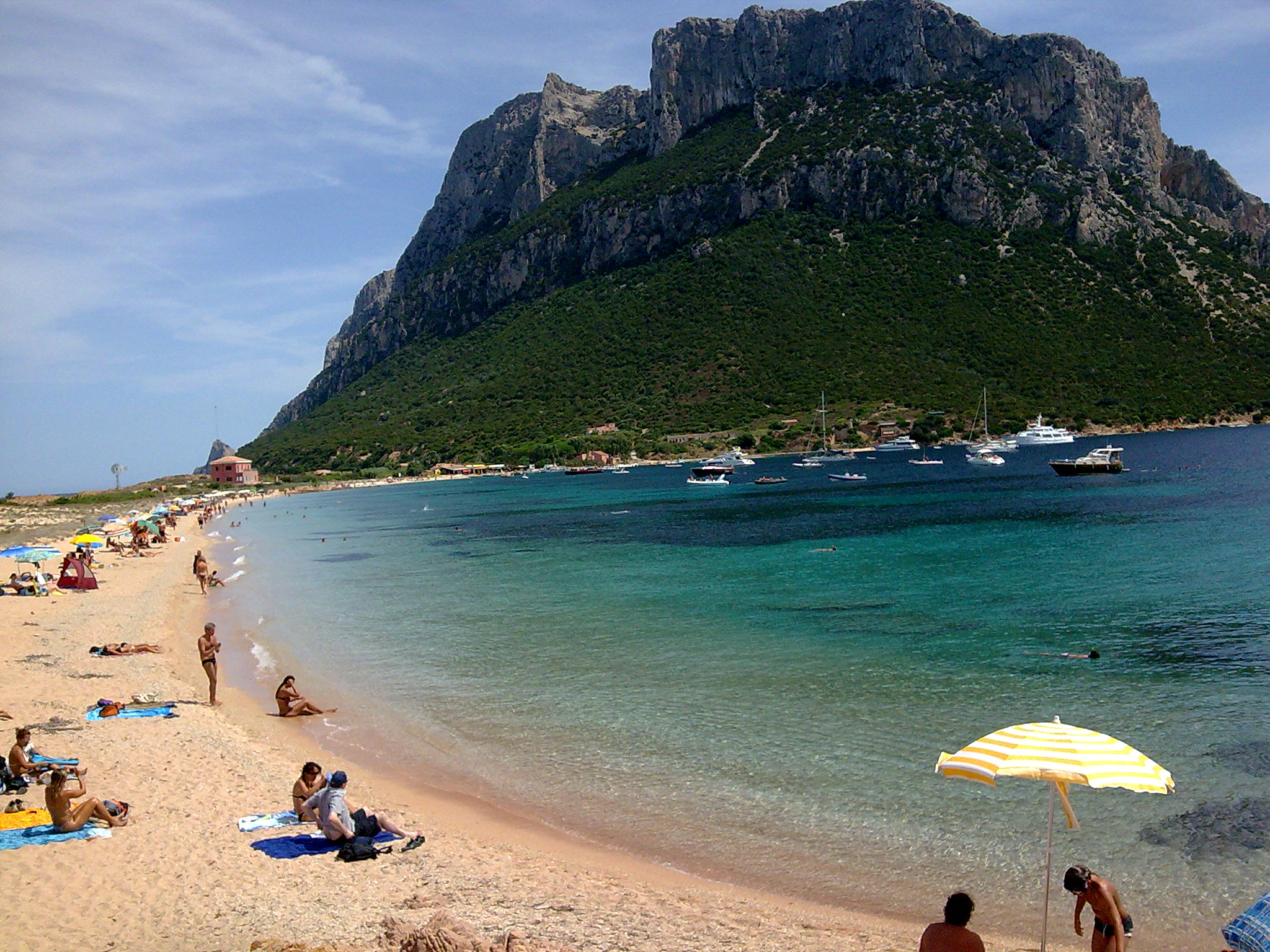
Пляж острова Таволара

В даний час острів населений декількома сім'ями, має невелике кладовище та літній ресторан. Найближче значне місто — Ольбія, а через нешироку протоку розташовується рибальське село Лоир — Порто-Сан-Паоло.
Акваторія острова є популярним місцем для дайвінгу.

## Мілітаризація острова
Велика частина населення була виселена в 1962 році, після спорудження РЛС НАТО. Більше половини острова зайнято військовими. На Таволара встановлений СВД передавач ICV, який працює на частотах 20.27 кГц і 20.76 кГц і використовується для зв'язку з підводними човнами.